# Вурман-Кібеки
Вурма́н-Кібе́ки (рос. Вурман-Кибеки, чув. Вăрманкас Кипек) — присілок у складі Вурнарського району Чувашії, Росія. Входить до складу Ойкас-Кібецького сільського поселення.
Населення — 250 осіб (2010; 324 у 2002).
Національний склад:
- чуваші — 98 %